# 오토와정
오토와정(音羽町)은 아이치현 호이군에 설치되었던 정이다. 현재의 도요카와시에 해당한다.